# Evaluación de riesgo
Evaluación de riesgo es uno de los pasos que se utiliza en un proceso de gestión de riesgos. El riesgo R se evalúa mediante la medición de los dos parámetros que lo determinan, la magnitud de la pérdida o daño posible L, y la probabilidad p que dicha pérdida o daño llegue a ocurrir. Según la ISO 31000, el Risk Assessment hace referencia en realidad es a la Apreciación del Riesgo. 

## Explicación
La evaluación de riesgo es probablemente el paso más importante en un proceso de gestión de riesgos, y también el paso más difícil y con mayor posibilidad de cometer errores. Una vez que los riesgos han sido identificados y evaluados, los pasos subsiguientes para prevenir que ellos ocurran, protegerse contra ellos o mitigar sus consecuencias son mucho más programáticos. 
Parte de la dificultad en la gestión de riesgos es que la medición de los dos parámetros que determinan el riesgo es muy difícil, por lo cual se dice que es un proceso subjetivo. La incertidumbre asociada a la medición de cada uno de los dos parámetros (L y p) es por lo general grande. La gestión de riesgo también sería más simple si fuera posible contar con una única métrica que refleje en la medición toda la información disponible. Sin embargo esto no es posible, ya que se trata de medir dos cantidades. Un riesgo con gran magnitud de perdida o daño y una baja probabilidad de ocurrencia debe ser tratado en forma distinta que un riesgo con una reducida magnitud de perdida o daño y una alta probabilidad de ocurrencia. En teoría los dos riesgos indicados poseen una idéntica prioridad para su tratamiento, pero en la práctica es bastante difícil gestionarlos cuando se hace frente a limitaciones en los recursos disponibles, especialmente tiempo para llevar a cabo el proceso de gestión de riesgo. 
Matemáticamente se expresa:
{\displaystyle R_{i}=L_{i}p(L_{i})\,\!}
{\displaystyle R_{total}=\sum _{i}L_{i}p(L_{i})\,\!}
En el campo de las decisiones financieras, tales como seguros, las pérdidas por lo general se expresan como cantidades de dinero. Cuando la evaluación de riesgos se utiliza para decisiones relacionadas con la salud pública o el medio ambiente, existen diferentes opiniones sobre si la pérdida debe ser cuantificada en dinero o alguna medida numérica asociada a la calidad de vida. Por lo general en el campo de las decisiones en temas de salud pública o medio ambiente, el término de pérdida se expresa como una descripción del resultado o daño causado, como por ejemplo el incremento en la frecuencia de cáncer o de defectos genéticos en los nacimientos. En dicho caso, el "riesgo" se expresa como: 2 una y dos
{\displaystyle R_{i}=p(L_{i})\,\!}
Si la evaluación de riesgos toma en cuenta información relacionada con la cantidad de personas expuestas, entonces se lo denomina riesgo colectivo y se expresa en unidades de aumento esperado de casos durante un período dado. Si la evaluación de riesgos no tiene en cuenta la cantidad de individuos expuestos, entonces se habla de riesgo individual y el mismo se expresa en unidades de probabilidad de ocurrencia durante un período dado. El riesgo colectivo es más utilizado en análisis de relaciones de costo-beneficio; mientras el riesgo individual es más utilizado para evaluar si los riesgos a que son sometidos los individuos son "aceptables".

## Evaluación de riesgos en proyectos de ingeniería
En el ámbito de la gestión de proyectos de ingeniería, la evaluación de riesgos es una parte integral del Plan de Gestión de Riesgos, que analiza la probabilidad, impacto, y efecto de todos los riesgos conocidos que pueden afectar el proyecto, como también las acciones correctivas que deben llevarse a cabo en caso de que el riesgo llegara efectivamente a ocurrir. Especial consideración merecen en este tema los códigos de prácticas aplicables en cada jurisdicción. Entender las regulaciones a las que debe ajustarse la evaluación de riesgos es imprescindible para diagramar prácticas seguras y acordes con lo que indique la legislación. Existe una numerosa literatura que identifica metodologías apropiadas para evaluación de riesgos.

### Identificación de riesgos en proyectos de ingeniería
El proceso de identificación de riesgos inicialmente se enfoca en detectar cuales son las fuentes principales de riesgo. Para ello se pueden emplear distintas metodologías tales como: sesiones de discusión e intercambio de ideas entre los participantes en un proyecto, análisis de datos históricos obtenidos durante la realización de proyectos de características similares, o listas de revisión de proyectos de ingeniería junto con revisiones por personal con experiencia específica en este tipo de emprendimientos.
No es posible identificar absolutamente todos los riesgos posibles, y aún si se pudiera sería de muy poca ayuda. Ni tampoco es posible saber si todos los riesgos conocidos han sido identificados; pero no es este el objetivo del proceso de identificación de riesgos. Lo que en realidad se persigue es poder identificar las probables contribuciones al riesgo de un proyecto que tienen mayor impacto sobre el éxito o no del proyecto y mayor probabilidad de ocurrencia.
Es conveniente para mayor claridad agrupar los riesgos en grupos de acuerdo por ejemplo a cual sea su origen o la entidad primariamente responsable por ellos. Por ejemplo: riesgos del dueño, riesgos del diseñador, riesgos del entorno político, riesgos regulatorios,  fuerza mayor, riesgos por subcontratistas,.....

### Identificación de las consecuencias de los riesgos
Luego se procede a tipificar las consecuencias que los riesgos identificados en el punto anterior tienen sobre el proyecto de ingeniería.  Por ejemplo, un determinado riesgo:  afecta el costo del proyecto?, afecta la fecha de terminación del proyecto?, afecta la performance del producto final?, afecta la calidad del producto final?, etc..
En el paso siguiente se toma la lista generada durante el proceso de identificación de riesgos, y se procede a indicar cuales de los tipos de consecuencias corresponden con los diversos riesgos o eventos.  También se suele realizar una evaluación cualitativa sobre la magnitud de dichas consecuencias o "daños", por ejemplo si el riesgo puede afectar la fecha de terminación del proyecto, estimar si dicho efecto origina una demora de un mes, varios meses, o más de seis meses. De esta forma es posible asignar algún índice o número, por ejemplo, 1, 2 o 3. 
Por ejemplo:
- el índice de magnitud de daño de 1,  podría utilizarse para riesgos que: a) pueden afectar el costo en una cantidad que no supera 0.3% del costo total del proyecto, o hasta el 10% del costo de una subtarea; o b) significan una demora en la terminación del proyecto que no excede el 3% del tiempo de duración fijado para el proyecto, o la demora en la terminación de una tarea en no más del 10% del tiempo asignado a ella; o c) no afectan en forma significativa la performance especificada en el contrato; o d) no es probable produzca desvíos de la calidad respecto a los niveles mínimos requeridos por contrato.

- el índice de magnitud de daño de 2,  podría utilizarse para riesgos que: a) pueden afectar el precio en una cantidad que no supera 2% del costo total del proyecto, o b) significan una demora en la terminación del proyecto que no excede el 10% del tiempo de duración fijado para el proyecto, o c) afectan mínimamente la performance especificada en el contrato, o d) puede producir algún desvíos de la calidad por debajo de los niveles mínimos requeridos por contrato.

- el índice de magnitud de daño de 3,  podría utilizarse para riesgos que: a) pueden afectar el precio en una cantidad que puede superar el 3% del costo total del proyecto, o b) significan una demora en la terminación del proyecto que puede exceder el 15% del tiempo de duración fijado para el proyecto, o c) pueden afectar la performance especificada en el contrato al punto de comprometer garantías, o d) puede producir desvíos de la calidad que requieran reparaciones costosas por encima de las provisiones para incertezas y contratiempos.

Nota: los porcentajes de impacto en costos o en el cronograma indicados se pueden fijar tomando en cuenta cuales son los márgenes de incerteza que se tuvieron en cuenta en la determinación de los costos totales del proyecto al planificarlo inicialmente y en el tiempo total previsto de ejecución del proyecto; y si de incurrir en determinados riesgos es que se deben abonar multas o penalizaciones al dueño; o existen fondos de garantía comprometidos.

### Estimación de probabilidades de ocurrencia de daños u eventos
En el próximo paso se procede a ordenar los eventos según una estimación cualitativa de la probabilidad de ocurrencia. Para ello es útil ordenarlos en grupos por ejemplo, si se toman 4 categorías podrían ser:
1) eventos que existe cierta posibilidad de que puedan ocurrir;
2) eventos que no es probable que sucedan; 
3) eventos que es sumamente improbable que sucedan; 
4) eventos que es extremadamente poco probable que sucedan.

## Prevención de ocurrencia de eventos con riesgos adversos
Luego de haber identificado aquellos eventos que pueden dar lugar a riesgos adversos y habiendo estimado la magnitud de los mismos, es conveniente analizar el diseño propuesto, las modalidades y métodos constructivos seleccionados y los modos de operación previstos, con la finalidad de investigar si es posible modificar algunas de las características del proyecto de manera que sea imposible se produzcan ciertos riesgos y sus consecuencias.  Por ejemplo si uno de los riesgos identificados es que parte de las instalaciones se pueden inundar frente a una crecida de un río ubicado en proximidades del proyecto, es posible modificar el diseño (por ejemplo construyendo el proyecto en otro sitio más elevado), para que la inundación se convierta en un suceso imposible.

## Protección y mitigación ante situaciones adversas
Todo ser humano cuenta con alternativas propias de auto protección, que les permiten hacer uso de ellas cuando se encuentran en una situación que los atemoriza, esto nos permite emplear técnicas antes durante y después de un evento adverso que nos ayudara a mitigar los riesgos existentes en una zona afectada. Con la puesta en marcha de los planes preconcebidos reduciremos a un `porcentaje bastante considerable los efectos causados por los eventos adversos.